# Trifluoreto de cloro
Trifluoreto de cloro é o composto químico com a fórmula ClF3. Este gás incolor, venenoso, corrosivo e muito reativo condensa-se a um líquido amarelo esverdeado pálido, a forma na qual é frequentemente vendido (pressurizado a temperatura ambiente). O composto é primariamente de interesse como um componente em combustíveis de foguetes, em limpeza industrial e gravação primariamente na indústria de semicondutores, processamento de combustível nuclear e outras operações industriais.

## Preparação, estrutura, e propriedades
Foi primeiro descrito por Ruff e Krug que o prepararam pela fluoração de cloro; isto também produz ClF e a mistura foi separada por destilação.
3 F2 + Cl2 → 2 ClF3
ClF3 é aproximadamente em forma de T. Esta estrutura é explicada no texto da teoria VSEPR, a qual considera também pares solitários de elétrons ocupando duas posições equatoriais de uma hipotética bipirâmide trigonal. A ligações alongadas Cl-Faxial são consistentes com ligação hipervalente.
ClF3 puro é estável a 180° em vasos de vidro, mas acima desta temperatura se decompõe por um mecanismo de radical livre aos seus elementos constituintes.
O principal uso do ClF3 é na produção de hexafluoreto de urânio, UF6 como parte do processamento de combustível nuclear, pela reação:
U + 3ClF3 →UF6 + 3ClF

## Perigos e cuidados
ClF3 é um agente oxidante e fluorante muito forte. ClF3 é extremamente reativo com a maioria dos compostos orgânicos e inorgânicos e irá iniciar a combustão de muitos materiais sem uma fonte de ignição e estas reações são frequentemente violentas e em alguns casos podem resultar em explosão. Alguns metais resultam em cloretos e fluoretos, fósforo rende PCl3 mais PF5, enxofre SCl2 maios SF4. ClF3 é também violentamente reativo com água a qual o hidrolisa a uma variedade de substâncias perigosas tais como o ácido fluorídrico. H2S explode ao ser misturado com ClF3 a temperatura ambiente.
A capacidade de superar o poder oxidante do próprio oxigênio leva a corrosividade sobre materiais contendo óxidos frequentemente considerados como não combustíveis. Em um incidente industrial, um derramamento de 900 kg de trifluoreto de cloro corroeu uma camada de 30 cm de concreto e 90 cm de cascalho abaixo desta. Qualquer equipamento que entre em contato com trifluoreto de cloro deve ser cuidadosamente selecionado e limpo, porque qualquer contaminação pode provocar ignição ao contato.
Exposição de grandes quantidades de trifluoreto de cloro, como um líquido ou como gás, incendeia tecidos vivos. A reação de eletrólise com água é violenta e a exposição resulta em queimadura térmica. O produto a hidrólise é ácido fluorídrico, o qual é corrosivo a tecidos vivos, absorvível pela pele, ataca seletivamente ossos e estimula fortes dores ao atacar os nervos, e causa um envenenamento potencialmente letal.